# لیندا گری (بازیگر، زاده ۱۹۴۴)
لیندا گری (انگلیسی: Linda Gary؛ ۴ نوامبر ۱۹۴۴ – ۵ اکتبر ۱۹۹۵) بازیگر و صداپیشه اهل ایالات متحده آمریکا بود. وی بین سال‌های ۱۹۷۱ تا ۱۹۹۵ میلادی فعالیت می‌کرد.